# Kim Na-young
Kim Na-young (kor. 김나영; ur. 6 stycznia 1988) – południowokoreańska judoczka. Dwukrotna olimpijka. Piąta w Pekinie 2008 i dziewiąta w Londynie 2012. Walczyła w kategorii ciężkiej.
Piąta na mistrzostwach świata w 2010. Wicemistrzyni igrzysk azjatyckich w 2010 i trzecia w 2006 i 2010. Druga na igrzyskach Azji Wschodniej w 2009. Zdobyła cztery medale na mistrzostwach Azji w latach 2009 – 2012. Druga na uniwersjadzie w 2011 i trzecia w 2009.

## Letnie Igrzyska Olimpijskie 2008
| Konkurencja | Rundy eliminacyjne          | Rundy eliminacyjne | Repasaże                  | Repasaże              | Finały                  | Klas. końcowa |
| Konkurencja | Przeciwnik I                | Przeciwnik II      | Przeciwnik I              | Przeciwnik II         | o 3 miejsce             | Miejsce       |
| ----------- | --------------------------- | ------------------ | ------------------------- | --------------------- | ----------------------- | ------------- |
| +78 kg      | Nihel Cheikh Rouhou (TUN) Z | Tong Wen (CHN) P   | Tea Donguzaszwili (RUS) Z | Samah Ramadan (EGY) Z | Lucija Polavder (SLO) P | 5.            |

## Letnie Igrzyska Olimpijskie 2012
| Konkurencja | Rundy eliminacyjne     | Klas. końcowa |
| Konkurencja | Przeciwnik I           | Miejsce       |
| ----------- | ---------------------- | ------------- |
| +78 kg      | Gülżan Isanowa (KAZ) P | 9.            |